# Morcego-frugívoro-de-bocage
O morcego-frugívoro-de-bocage (Lissonycteris angolensis), é uma espécie de morcego da família Pteropodidae. É a única espécie do gênero Lissonycteris. Pode ser encontrada em Angola, Burundi, Camarões, República Centro-Africana, República do Congo, República Democrática do Congo, Quénia, Nigéria, Ruanda, Sudão, Tanzânia, Uganda, e Zâmbia.
Os seus habitats naturais são regiões subtropicais ou tropicais, incluindo: várzeas, florestas, savanas, e áreas rochosas.
Foi nomeada pelo naturalista português José Vicente Barbosa du Bocage.